# Things
Things es un gestor de tareas para macOS, iPadOS, iOS, watchOS y visionOS creada por Cultured Code, una startup de software con sede en Stuttgart, Alemania. Se basa en la filosofía GTD (Getting Things Done).  
Primero se lanzó para Mac como una alfa que salió a finales de 2007 para 12,000 personas. En julio siguiente, cuando se lanzó la App Store, estuvo disponible para iPhone. Luego se lanzó junto con el iPad en 2010 y se convirtió en una de las primeras aplicaciones para Apple Watch en 2015. 
Actualmente el programa se encuentra en su versión 3.17.

## Características
- Sencillez de uso y poca curva de aprendizaje.
- Sincronización entre dispositivos compatibles.
- Soporte para etiquetas (Tags).
- Uso de una "Bandeja de entrada" a donde pueden ir a parar cualquier apunte, tarea, correo.